# Borzymowice (gromada)
Borzymowice – dawna gromada, czyli najmniejsza jednostka podziału terytorialnego Polskiej Rzeczypospolitej Ludowej w latach 1954–1972.
Gromady, z gromadzkimi radami narodowymi (GRN) jako organami władzy najniższego stopnia na wsi, funkcjonowały od reformy reorganizującej administrację wiejską przeprowadzonej jesienią 1954 do momentu ich zniesienia z dniem 1 stycznia 1973, tym samym wypierając organizację gminną w latach 1954–1972.
Gromadę Borzymowice z siedzibą GRN w Borzymowicach utworzono – jako jedną z 8759 gromad na obszarze Polski – w powiecie włocławskim w woj. bydgoskim, na mocy uchwały nr 24/17 WRN w Bydgoszczy z dnia 5 października 1954. W skład jednostki weszły obszary dotychczasowych gromad Borzymowice, Borzymie, Łączewna, Ługowiska, Nowiny, Siewiersk i Szczytno, ponadto folwark i wieś Łąki Markowe z dotychczasowej gromady Łąki Markowe oraz folwark i wieś Paruszewice z dotychczasowej gromady Jerzmanowo, ze zniesionej gminy Pyszkowo, obszar dotychczasowej gromady Niemojewo ze zniesionej gminy Śmiłowice, a także kolonia i wieś Piotrowo z dotychczasowej gromady Końce ze zniesionej gminy Chodecz, w tymże powiecie. Dla gromady ustalono 23 członków gromadzkiej rady narodowej.
Gromadę zniesiono 31 grudnia 1961, a jej obszar włączono do gromad Boniewo (wsie Łączowna, Paruszewice i Łąki Markowe oraz miejscowości kolonia Łąki Markowe, Czuple i Sieroszewo), Choceń (wsie Borzymowice, Szczytno, Siewiersk, Borzymie, Niemojewo i Ługowiska oraz miejscowości kolonia Borzymie, Borzymie osada fabryczna i kolonia Niemojewo) i Chodeczek (wsie Nowiny i Piotrowo oraz kolonia Piotrowo) w tymże powiecie.